# 迈克尔加成反应
迈克尔加成（Michael reaction、Michael addition），最有价值的有机合成反应之一，是构筑碳-碳键的最常用方法之一。有时也称为1，4-加成、共轭加成。是亲核试剂对α,β-不饱和羰基化合物发生的β位碳原子发生的加成反应。在逆合成分析中属于亲核试剂对a3合成子发生的反应。

## 历史
迈克尔加成反应是有机化学中的经典反应。由旅欧的美国留学生阿瑟·迈克尔于1887年发现并做了系统研究。在二十世纪前半叶的合成实践中被大量运用于天然产物和药物的合成。

## 反应机制
迈克尔加成在立体化学上属于区域选择性反应。亲核试剂2优先进攻β-的碳原子，生成一个烯醇盐中间体4，后者在后处理步骤中被质子化，生成一个新的饱和的羰基化合物。

## 应用
在有机合成中利用不同的亲核试剂，可以方便的生成碳碳键，碳氧键，碳氮键，碳硫键，碳硒键，等等。当迈克尔加成与羟醛反应串联起来的时候就产生了有机合成上著名的“罗宾逊成环反应”。后者最大的用处是用来合成维兰德-米歇尔酮。这个酮则是类固醇类药物人工合成的基础，也是近现代许许多多萜类天然产物人工合成的重要原料。比如可以用来合成抗癌药物紫杉醇。

## 外部連結
- 迈克尔加成（Michael reaction） （页面存档备份，存于）